# Angererkopf
Der Angererkopf ist ein 2263 m ü. NHN hoher Nebengipfel des Elfers in den Allgäuer Alpen.

## Lage und Umgebung
Er liegt südöstlich des Liechelkopfes und südwestlich des Mindelheimer Köpfl. Der Liechelkopf ist sowohl Dominanzbezug als auch Referenzgipfel (Line Parent).

## Besteigung
Auf den Angererkopf führt kein markierter Weg. Er kann weglos vom Weg von der Mindelheimer Hütte ins Gemsteltal erreicht werden (Schwierigkeit I+). Der Angererkopf wird sehr selten bestiegen. Alle Anstiege erfordern Trittsicherheit und Bergerfahrung. Aufgrund der Nähe des Angererkopfes zur Mindelheimer Hütte waren die Wandabstürze auf der Südseite des Angererkopfes das Ziel von Sportkletterern. Hier wurden in den 1990er Jahren zahlreiche schwere Anstiege erschlossen.